# 康德陨石坑
康德陨石坑（英語：Kant）是位于月球正面狂暴湾西南边界处的一座较大的撞击坑，形成于晚雨海世，其名称取自德意志哲学家、德国古典哲学创始人伊曼努尔·康德（1724年-1804年），1935年被国际天文联合会批准接受。

## 描述

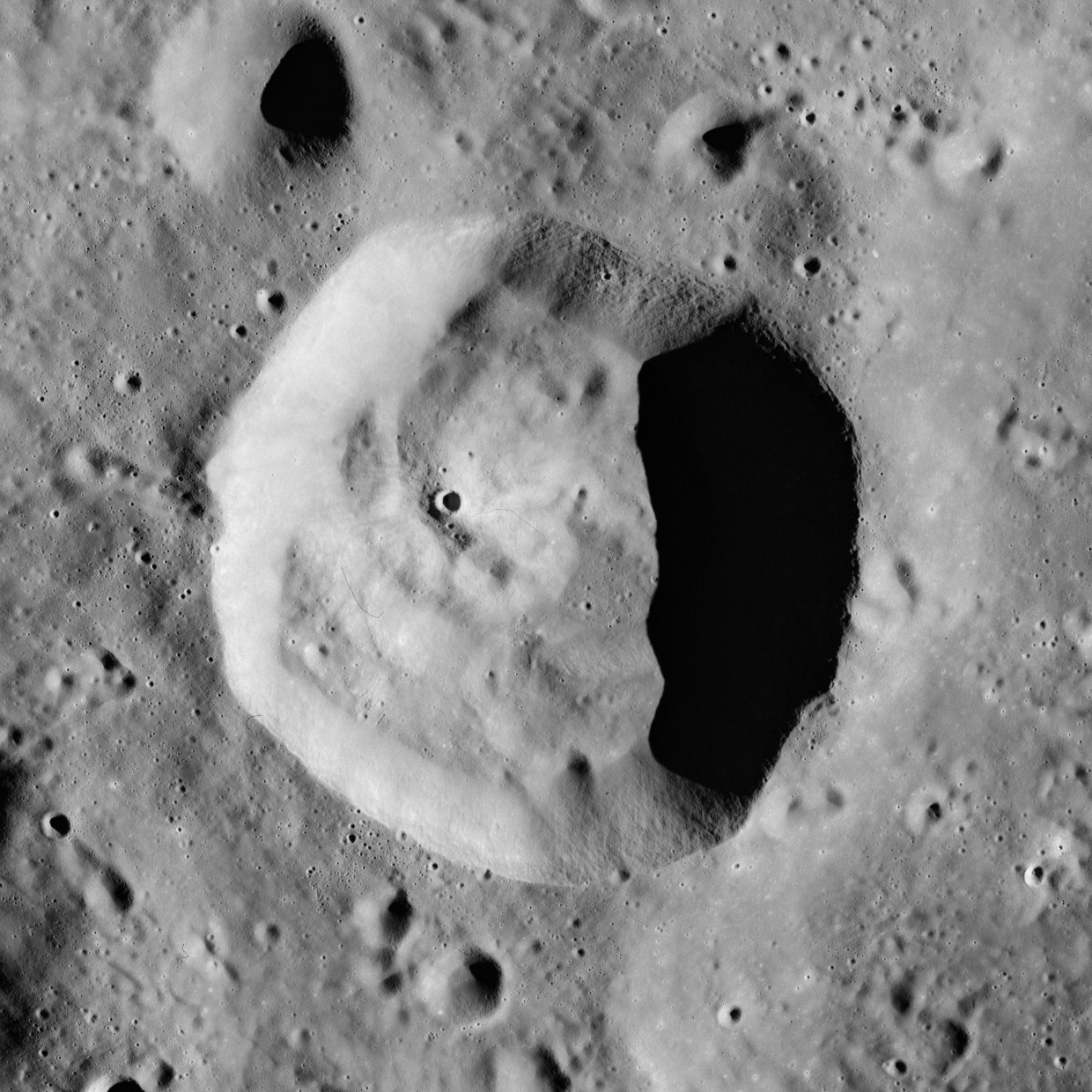
阿波罗16号拍摄康德陨石坑照片。

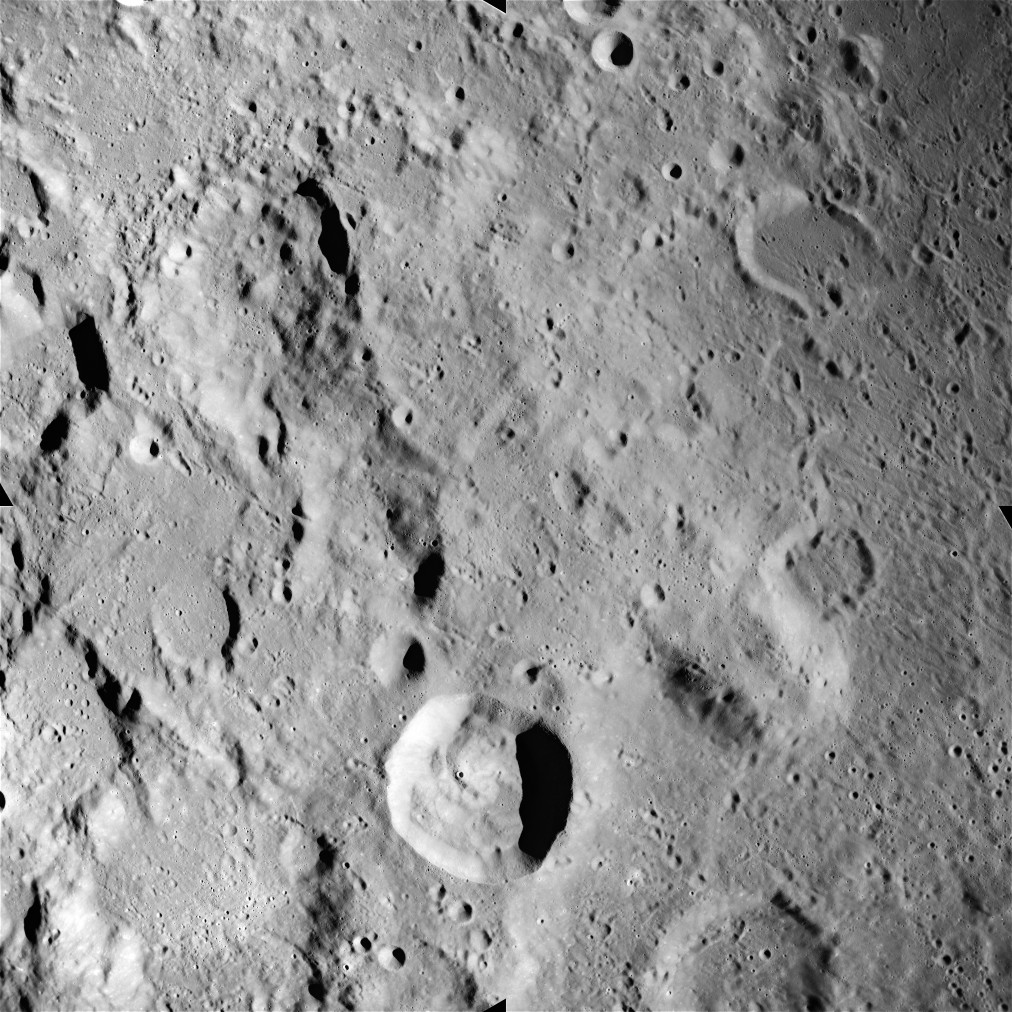
阿波罗16号拍摄的康德陨石坑（中下）和策尔纳陨石坑（左上），在右下可看到彭克山，美国宇航局图片。

该月坑西邻多伦德陨石坑和笛卡尔环形山、西北偏北为策尔纳陨石坑、东面靠近西奥菲勒斯环形山，醒目的西里尔环形山及伊本·鲁世德陨石坑位于它的西北、南面则横亘着塔西陀陨石坑；康德陨石坑东北偏东坐落着彭克山，东南则为酒海。该陨坑的中心月面坐标为10°37′S 20°12′E / 10.62°S 20.2°E，直径30.9公里，深度3.72公里。
康德陨石坑外形呈多边形，几乎未受到侵蚀，坑沿边缘尖峭，内侧壁坡平滑，且反照率比周围地表更高，在坡底有坍塌的痕迹。坑壁高出周边地形950米以上，内部体积有766立方千米。坑底表面地势交错，中心偏西北坐落着一座顶部带有一小陨坑的低矮中央峰，呈现陆地火山的特征，但实际该山丘不可能是一座火山。
康德陨石坑被记录到在月食期间出现热异常情况，这一现象主要缘于陨石坑地质龄较短，缺少足够提供隔热作用的表岩屑所致，为典型的最年轻陨石坑的特征

## 陨坑截面图
该图显示了陨石坑不同方向上的截面，纵向坐标轴（Y轴）单位为英尺，右上方图显示的比例尺为米。

## 月球瞬变现象
1873年法国天文学家艾蒂安·利奥波德·特鲁夫洛在康德陨石坑中观测月球瞬变现象-康德陨石坑被雾状物所笼罩。

## 卫星陨石坑
按照惯例，最靠近康德陨石坑的卫星坑在月图上以字母标注在该坑中心点的旁边。
| 康德 | 纬度    | 经度    | 直径    |
| ---- | ------- | ------- | ------- |
| B    | 9.7° S  | 18.6° E | 16 公里 |
| C    | 9.3° S  | 22.1° E | 20 公里 |
| D    | 11.5° S | 18.7° E | 52 公里 |
| G    | 9.2° S  | 19.5° E | 32 公里 |
| H    | 9.1° S  | 20.8° E | 7 公里  |
| N    | 9.9° S  | 19.7° E | 10 公里 |
| O    | 12.0° S | 17.2° E | 7 公里  |
| P    | 10.8° S | 17.4° E | 5 公里  |
| Q    | 13.1° S | 18.8° E | 5 公里  |
| S    | 11.5° S | 19.7° E | 5 公里  |
| T    | 11.3° S | 20.2° E | 5 km    |
| Z    | 10.4° S | 17.5° E | 3 公里  |

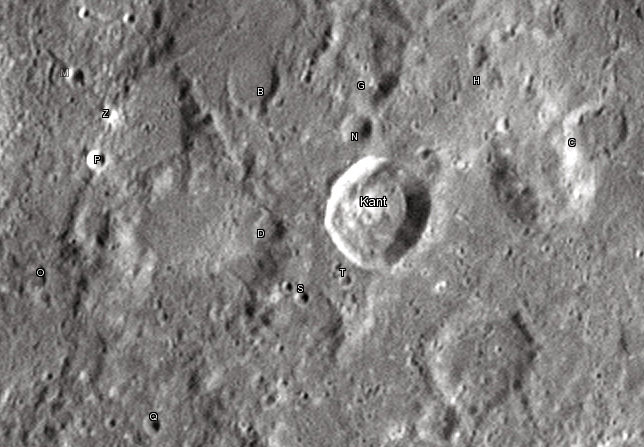
周边卫星坑图.

- 卫星坑康德 P和康德 Z已被月球和行星观测协会（ALPO）列入《带有明亮射纹系统的撞击坑列表》[7]。